# Valide sultan

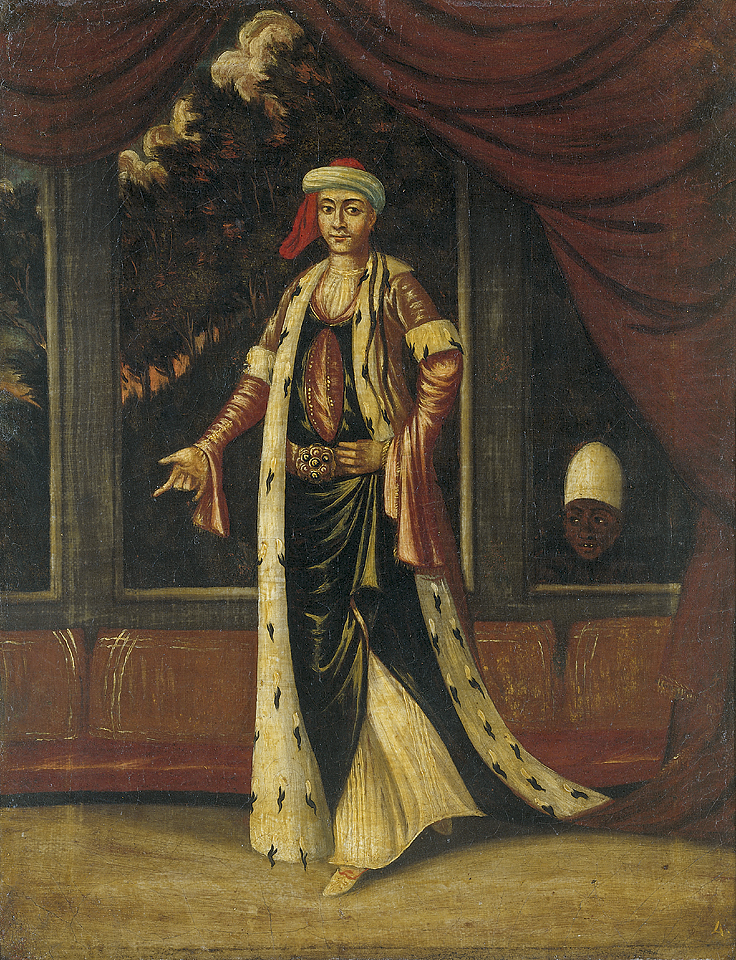
Een achttiende-eeuws portret van een Valide Sultan, geschilderd door Jean Baptiste Vanmour.

Valide sultan (Osmaans: والده سلطان, letterlijk: moeder sultan) was de titel die gegeven werd aan de legale moeder van de heersende sultan van het Ottomaanse Rijk. De titel werd voor het eerst gebruikt in de zestiende eeuw voor Ayşe Hafsa Sultan, de moeder van Suleyman I. De moeders die overleden voor de troonsbestijging van hun zoon werden dan ook niet als Valide Sultan aangeduid. In uitzonderlijke gevallen verkregen ook stiefmoeders en grootmoeders de titel.

## Positie
Na de functie van sultan was de positie van de Valide sultan wellicht de meest belangrijke in het Ottomaanse Rijk. Zo had ze veel invloed op de zaken in het rijk. Ook in het hof had ze veel macht en had ze haar eigen vertrekken en hofhouding. Ze hadden ook veel financiële voorzieningen waarmee ze veel bouwprojecten financierden. Toen in de zeventiende eeuw een reeks kinderlijke en incompetente sultans regeerden reisde de macht van de Valide sultans tot nieuwe hoogtes.

## Lijst
| Naam                                   | Geboortenaam                   | Afkomst                        | Vanaf             | Tot               | Sultan                                  |
| -------------------------------------- | ------------------------------ | ------------------------------ | ----------------- | ----------------- | --------------------------------------- |
| Ayşe Hafsa Sultan حفصه سلطان           |                                | Dochter van khan Meñli I Giray | 30 september 1520 | 19 maart 1534     | Süleyman I                              |
| Nurbanu Sultan نور بانو سلطان          | Cecilia Venier Baffo of Rachel | Venetiaans, Joods of Grieks    | 15 december 1574  | 7 december 1583   | Murat III                               |
| Safiye Sultan صفیه سلطان               | Onbekend                       | Albanees                       | 15 januari 1595   | 22 december 1603  | Mehmet III                              |
| Handan Sultan خندان سلطان              | Onbekend                       | Waarschijnlijk Grieks          | 22 december 1603  | 9 november 1605   | Ahmed I                                 |
| Halime Sultan حلیمه سلطان              |                                | Abchazisch                     | 22 november 1617  | 10 september 1623 | Mustafa I                               |
| Kösem Sultan ماه پیکر كوسم سلطان       | Anastasia                      | Grieks                         | 10 september 1623 | 2 september 1651  | Murat V Ibrahim I Mehmet IV (kleinzoon) |
| Turhan Hatice Sultan ترخان خدیجه سلطان | Nadia                          | Roethenisch                    | 2 september 1651  | 4 augustus 1683   | Mehmet IV                               |
| Aşub Sultan صالحه دل آشوب سلطان        | Onbekend                       | Onbekend                       | 8 november 1687   | 4 december 1689   | Suleiman II                             |
| Rabia Sultan رابعه گلنوش سلطان         | Evmania Voria                  | Grieks                         | 6 februari 1695   | 6 november 1715   | Mustafa II Ahmet III                    |
| Saliha Sultan صالحه سلطان              | Onbekend                       | Onbekend                       | 20 september 1730 | 21 september 1739 | Mahmut I                                |
| Şehsuvar Sultan شهسوار سلطان           | Maria                          | Russisch                       | 13 december 1754  | april 1756        | Osman III                               |
| Mihrişah Sultan مهر شاه سلطان          | Agnes                          | Georgisch                      | 7 april 1789      | 16 oktober 1805   | Selim III                               |
| Sineperver Sultan سینه پرور سلطان      | Sonia                          | Bulgaars                       | 29 mei 1807       | 28 juli 1808      | Mustafa IV                              |
| Nakşidil Sultan نقش دل سلطان           | Onbekend                       | Georgisch                      | 28 juli 1808      | 22 augustus 1917  | Mahmut II                               |
| Bezmiâlem Sultan بزم عالم سلطان        | Suzi                           | Georgisch                      | 2 juli 1839       | 2 mei 1853        | Abdülmecit                              |
| Pertevniyal Sultan پرتو نهال سلطان     | Hasna                          | Circassisch                    | 25 juni 1861      | 30 mei 1876       | Abdülaziz                               |
| Şevkefza Sultan شوق افزا سلطان         | Vilma                          | Georgisch                      | 30 mei 1876       | 17 september 1889 | Murat V                                 |
| Perestu Sultan رحيمه پرستو سلطان       | Rahime Gogen                   | Circassisch                    | 31 augustus 1876  | 11 december 1904  | Abdülhamit II (stiefzoon)               |